# Opera seria
Een dramma per musica (ook dramma in musica; lett: drama op/door muziek) is de meest gebruikte benaming voor elke opera sinds de opkomst van het operagenre in de 17e eeuw onder Claudio Monteverdi tot de jaren 70-80 van de 18e eeuw onder Wolfgang Amadeus Mozart. Tegenwoordig wordt het meestal een opera seria (Italiaans: serieuze opera) genoemd, een naam die echter bijna nooit in de tijd zelf werd gebruikt, maar nu algemeen gebruikt wordt voor het soort heroïsche opera dat vorm kreeg in Napels, Rome, Venetië en Wenen en dat zich eind 17e eeuw ontwikkelde uit diverse stijlelementen. Het onderwerp van de opera is vaak afkomstig uit de Grieks-Romeinse mythologie of geschiedenis.

## Oorsprong
Opera seria (serieuze opera) – als tegenovergestelde van de komische opera, de opera buffa of dramma giocoso – was in de eerste plaats een vermaak van het hof. Het moest met zijn inhoud samenvallen met de filosofie van het hof en morele waarden tonen in allegorische kaders. Veel van de verhalen die voor opera werden gebruikt hadden een tragische afloop en dat paste in de 18e eeuw niet meer in het goed geordende ethische systeem dat gepropageerd diende te worden: de wereld was eerlijk en goed en goed gedrag werd beloond. De lieto fino, de happy ending - niet het resultaat van goddelijke tussenkomst (zoals in de 17e eeuw vaak gebruikelijk), maar omdat in een rationele verlichte tijd deugd moest zegevieren – werd vereist. De hoofdpersonen werden geconfronteerd met morele dilemma's, veelal een conflict tussen persoonlijke emoties en publieke plichten, waarin zij uiteindelijk de juiste keuzes maakten.
Men beschouwt L'Orfeo van Claudio Monteverdi als de eerste echte opera, in die tijd heette het echter een favola in musica. De voorstelling werd voor het eerst opgevoerd in 1607 tijdens de carnavalsdagen, aan het hof van Francesco Gonzaga in Mantua. Na een muzikale opening treedt de verteller naar voren en zingt:
Ik ben de Muziek, die met zoete klanken
elk gekweld hart vermag te bedaren
en zelfs de ijzigste ziel in edele toorn
of liefde kan doen ontvlammen
Monteverdi meende dat muziek in staat is emoties te sturen. Hiermee sprak hij die visie uit, middels zijn muziek.

## Opbouw
- Het verhaal zelf wordt verteld in de recitatieven, die zich in een normaal conversatietempo voortbewegen en waarbij de muzikale begeleiding niet meer doet dan licht de cadensen van gewone gesprekken en dialoog benadrukken; de lichte, gepuncteerde begeleiding zorgt ervoor dat de woorden goed verstaanbaar blijven. In elk blok recitatieven wordt het verhaal vervolgd en wordt er verdere informatie onthuld die van invloed is op één of meerdere karakters.
- De climax van elke scene is de aria, waarin de handeling zoals verteld in de recitatieven, even wordt 'bevroren', stilgezet. Een van de karakters uit de opera brengt in de aria zijn gevoelens tot uiting in relatie tot de situatie zoals zojuist geschetst in de recitatieven. Dit kan hij of zij in het algemeen doen, maar ook gericht naar een van de andere personages. Na de aria is gezegd wat gezegd moest worden, er was niets meer aan toe te voegen: de persoon verlaat het toneel (vandaar ook: exit aria)

De meeste aria's zijn da capo aria's, waarbij het eerste deel van de aria wordt herhaald (da capo: naar de kop, het begin). De zangers kregen de gelegenheid om al dan niet geïmproviseerde versieringen in de herhaling toe te voegen, zodat zij hun technische vaardigheden konden tonen en konden laten zien hoe zij die konden aanwenden om de woorden extra expressiviteit te geven. Later gebruikten componisten dal segno aria's, waarbij de herhaling inzet na een teken in de partituur (dal segno: naar het teken), waardoor de duur van de aria wordt bekort.
Naast de da capo aria's zijn er kortere aria's of cavatina's, en meestal één of twee door het orkest begeleide recitatieven op dramatische hoogtepunten voor de hoofdkarakters.
- De meeste opere serie hebben, laat in het werk, een duet voor de centrale karakters in de opera; hierin nemen de hoofdpersonen voor het laatst afscheid van elkaar of bezingt men de vreugde elkaar uiteindelijk te hebben gevonden. Verdere ensemblestukken zijn ongebruikelijk, maar vaak is er een slotkoor waarin de overwinning van het goede over het slechte wordt gevierd met een moraal voor de hoofdpersonen.

## Plaats van uitvoering

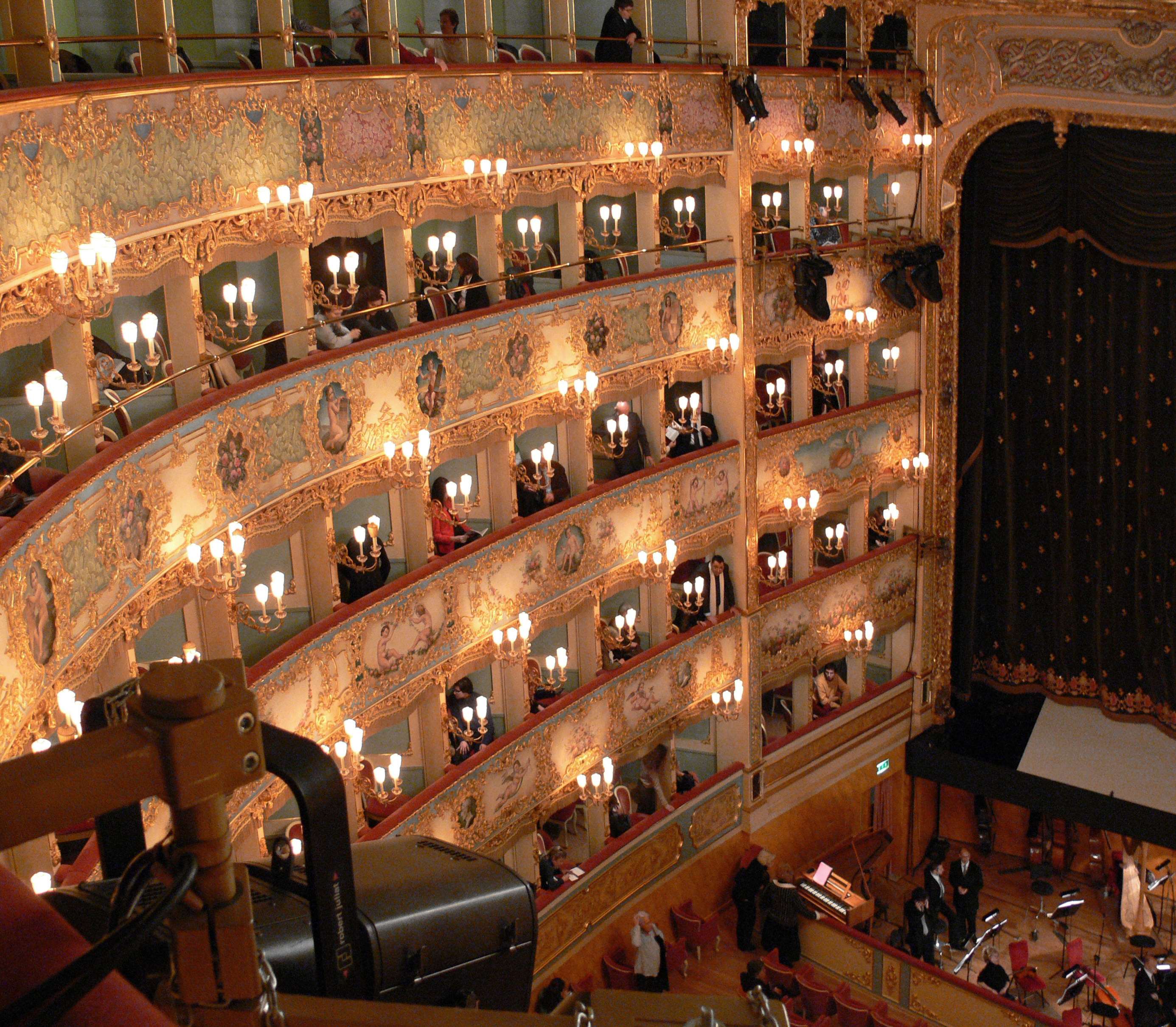
Loges in het La Fenice theater in Venetië

Opera's werden uitgevoerd bij de adel thuis, dat wil zeggen in hun paleizen (de opera's van Haydn werden buiten Esterhaza, het slot van de Esterházy's, zelfs nooit uitgevoerd). Maar er waren al snel, en dat is in de 17e eeuw, operatheaters. De operahuizen waren sociale ontmoetingsplaatsen. De boxen, afgeschermde ruimtes met zicht op het toneel, maar met voldoende bescherming tegen 'inkijk', werden door de rijke families in het gebied gekocht of gehuurd. De meest vooraanstaande families hadden boxen op de eerste verdieping, de piano nobile, met centraal tegenover het toneel de grote loge van de vorst of prins; hoe hoger men zat hoe minder aanzienlijk de sociale positie was van de familie.
Men bezocht de meeste voorstellingen, inclusief de herhalingen. Dat betekende niet dat men verwacht werd een uitvoering met geconcentreerde aandacht te volgen, vooral niet als er minder belangrijke zangers op het toneel zongen; men liep vrij in en uit, zowel uit de box als het theater en converseerde, at, gokte of speelde kaart.
Bij het theater werden gedrukte exemplaren van het libretto verkocht (tweetalig als de opera niet in de landstaal was), zodat men het verhaal kon volgen; de theaterbelichting, met individuele kaarsen bij de plaatsen, liet dat ook toe.

## Libretto
Het was de taak van de librettist om voor de juiste balans te zorgen tussen de belangrijkste rollen, zodat de zangers elk het aantal aria's toebedeeld kregen dat bij hun belang paste:
- vier of vijf voor de prima donna en de prima uomo (de belangrijkste castraat, veelal met het bereik van een mezzosopraan);
- drie of vier voor de seconda donna en seconda uomo;
- ongeveer vier voor de tenor (die zelden een heröisch personage speelde, maar meestal een wat oudere man, soms een koning)
- één of twee voor de vertrouwelingen, generaals en dergelijke (vaak mezzosopranen en bassen). Vaak werden de aria's voor hen direct achter de pauze geplaatst, waar zij gemakkelijk konden worden gemist door het publiek dat laat terugkeerde of nog het diner afsloot met een sorbet (vandaar de naam aria di sorbetto)

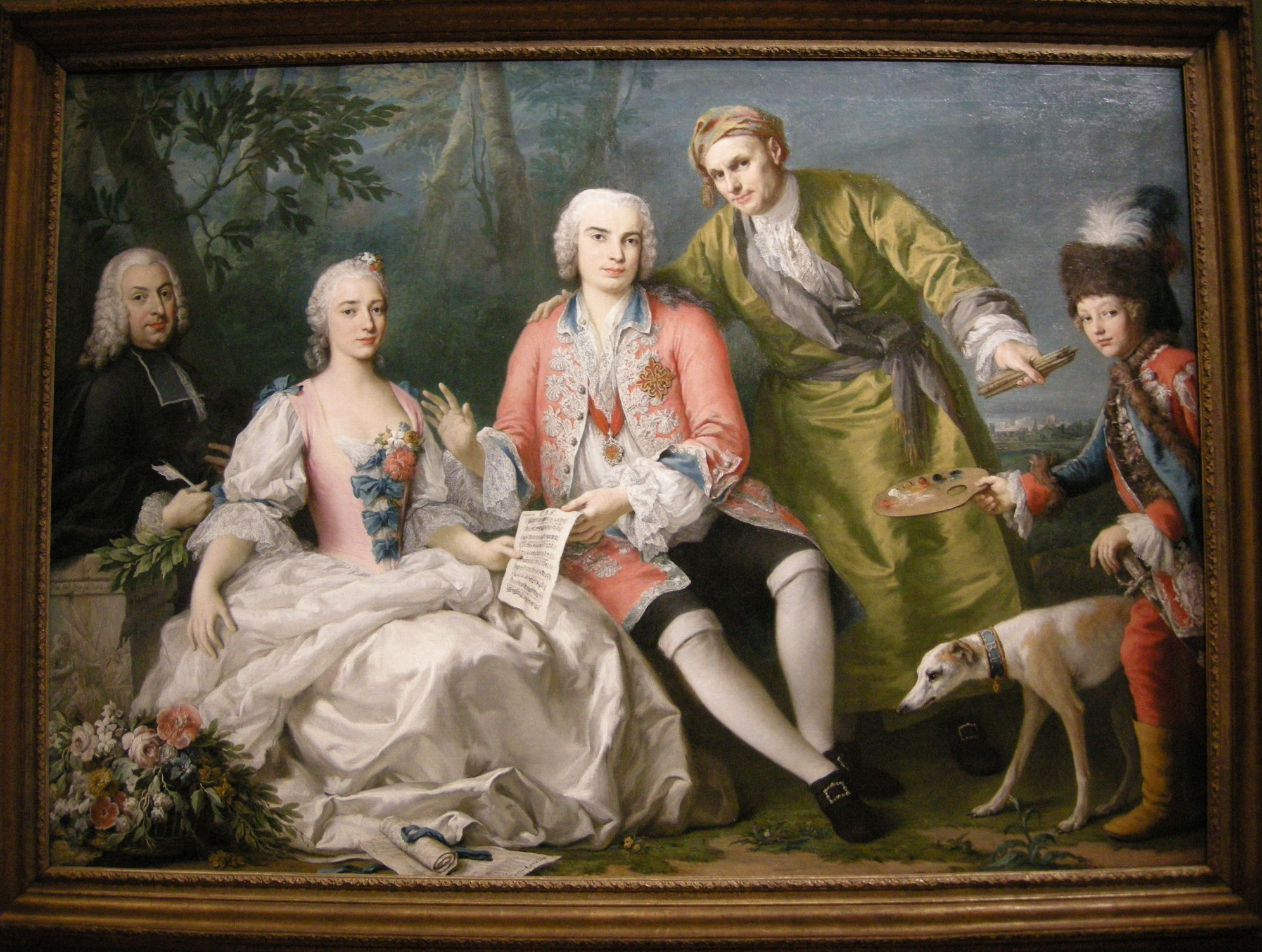
Pietro Metastasio met de castraat Farinelli

De primo uomo werd traditioneel als de belangrijkste zanger beschouwd en was dientengevolge de best betaalde; de prima donna kreeg ongeveer het halve gage van de primo uomo.
De aria's, vooral die van de belangrijkste zangers, moesten een grote variëteit aan gevoelens herbergen, zodat de zangers hun stemkwaliteit konden tonen in verschillende expressieve situaties. Componisten gebruikten verschillende middelen om dit gemakkelijker te verwezenlijken. Zo was er de simile aria (de aria met een vergelijking), waarin het personage parallellen trok tussen zijn/haar situatie en bijvoorbeeld die van een al dan niet gekooide vogel, een schip dat in de storm op de golven wordt heen en weer geslingerd of een bergstroom waarin men wordt meegevoerd.
Pietro Metastasio (1698-1782) was de librettist bij uitstek van de operas seria. Hij schreef talrijke succesvolle libretto's, onder meer voor Antonio Caldara, Leonardo Vinci en Johann Adolf Hasse. Een aantal daarvan werd ook door andere componisten hernomen.
Mozart en Handel hebben opera's geschreven op libretti van Metastasio.
In de loop van de tweede helft van de 18e eeuw vonden er verschuivingen plaats in deze schema's. Niccolò Jommelli en Tommaso Traetta voerden andere soorten aria's, ensembles, koren en instrumentale programmatische muziek in. Ook Christoph Willibald Glucks opera's tonen de hervormingen die in de opera werden doorgevoerd.

## De muziek
De componist maakte op basis van het libretto een toonaardstructuur voor de aria's. Antonio Salieri heeft de compositieprocedure van een 18e-eeuwse componist in zijn memoires beschreven. De belangrijkste aria van de heldin werd in Es geschreven, de liefdesduetten in A en de onderlinge aria's moesten in verhouding tot elkaar staan die overeenkwam met hun dramatische betekenis. De recitatieven zorgden voor de aansluiting op de toonaard van de volgende aria.
Vervolgens werden de koren en ensembles geschreven en de ouverture. De ouverture en de finales van de actes werden meestal zo geschreven dat trompetten konden worden gebruikt (C, D of Es).
Volgende stap was het aanwezig zijn in de stad van uitvoering en het doornemen van de muziek met de zangers, de minst betaalden het eerst. Luisterend naar de stem van de zanger of zangeres kon de componist aanpassingen maken aan de situatie. De zangers probeerden hun aria's uit, en konden, afhankelijk van hun status, eisen dat aria's werden aangepast, opnieuw werden geschreven of zelfs vervangen door aria's van andere componisten die het libretto al eerder hadden getoonzet. De opera was geschreven voor die unieke uitvoering of reeks van uitvoeringen. Herhalingen later betekenden dan ook veelal opnieuw aanpassen.